# Acacia visneoides
Acacia visneoides är en ärtväxtart som beskrevs av Luigi Aloysius Colla. Acacia visneoides ingår i släktet akacior, och familjen ärtväxter. Inga underarter finns listade i Catalogue of Life.